# Привілей Казимира (1447)
Привілей 1447 (привілей Казимира) — законодавчий акт (загальноземський привілей) у Великому князівстві Литовському, виданий великим князем Казимиром IV у Вільні 2 травня 1447. Значно розширив права і привілеї шляхти, а також поклав початок юридичного оформлення залежності селян від феодалів. Привілей завершив процес правового оформлення шляхетського стану.

## Значення
Привілей гарантував шляхті Великого князівства Литовського економічні та політичні права (на земельну власність, суду над залежним від них населенням), заборонив шляхтичам приймати втікачів «чужих» селян. Більше не дозволялось переходити приватновласницьким селянам в розряд державних і навпаки. Щоб не допустити проникнення в князівство польської шляхти і зберегти його самостійність, земля, державні посади, почесні чини і звання у Великому князівстві Литовському давалися тільки уродженцям князівства.

## Історія
Політичний та державний устрій Литовсько-руської держави формувався у XV—XVI ст. як станово-представницька монархія, влада в якій сконцентрувалася в руках литовсько-українсько-булоруської магнатсько-шляхетської верхівки.
На початку XVI ст. князівська влада в різних юридичних актах закріпила та розширила майнові й особисті права шляхти, її судові імунітети, право на власний суд. Як вищий дорадчий орган складалася Пани-рада. Формувався сейм — від надзвичайних з'їздів боярства-шляхти (перші з'їзди — 1401, 1413, 1447 рр.) до постійно діючого органу.
Цьому акту передувала Городельська унія 1413 року, за якою польські шляхетські роди передавали частину свої гербів (та права шляхти) низці родів литовсько-українсько-білоруських бояр. Віленський привілей 1447 року остаточно урівняв литовську, українську, білоруську православну шляхту, у правах з польською. З цього часу їм дозволялося здійснювати судочинство над сільським населенням; вони звільнялися від податків і повинностей; отримували право вільного виїзду за кордон. Разом з тим шляхті і духовенству заборонялося поселяти у своїх володіннях непохожих селян та невільників.
З кінця XIV ст. Великим князем стали надаватися привілеї окремим землям, воєводствам, іншим адміністративно-територіальним одиницям. В літературі вони отримали назву «уставні грамоти» або обласні привілеї.
У другій половині XV ст. з'явилися збірники законів, які інколи називають кодексами. Першою спробою кодифікації литовсько-руського права став Судебник Казимира IV Ягеллончика, затверджений 1468 року у Вільно.
Пізніше Радомська конституція 1505 р. визначила органи станової монархії Польщі — двопалатний сейм (сенат, шляхетська ізба), шляхетські сеймики, що отримали право на законодавчу діяльність та деякі функції управління.